# 政治歌曲節
政治歌曲節（德語：  Festival des politischen Liedes) 是东德最大的音乐盛会之一，于 1970年至1990年间举行。它由自由德国青年組織并以來自各國的艺术家为特色。

## 历史
政治音樂節由Oktoberklub团体创立，于1970年至1990年每年二月在东柏林举行，作为自由德国青年的官方活动。该活动最初由柏林分部组织，但从1975年起由自由德国青年中央委员会指导。

## 画廊

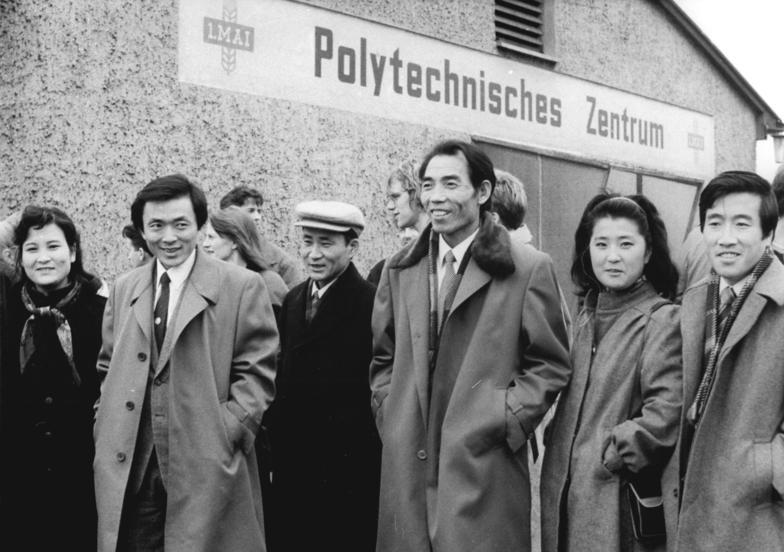
来自朝鲜民主主义人民共和国的游客，1989年
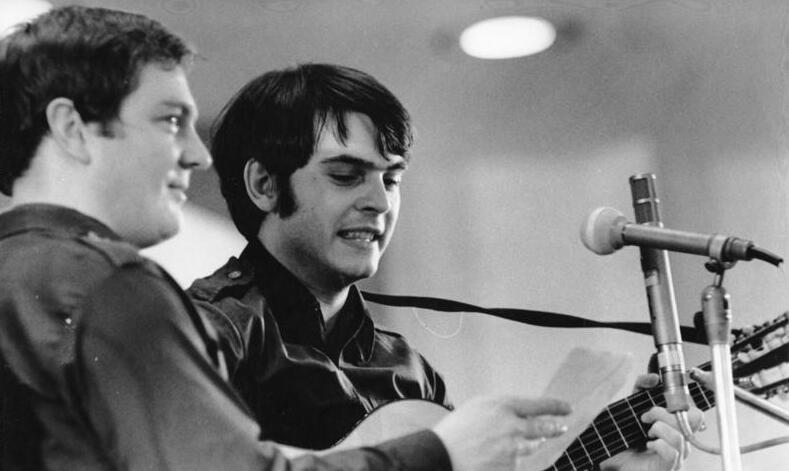
德国创作歌手Hartmut König
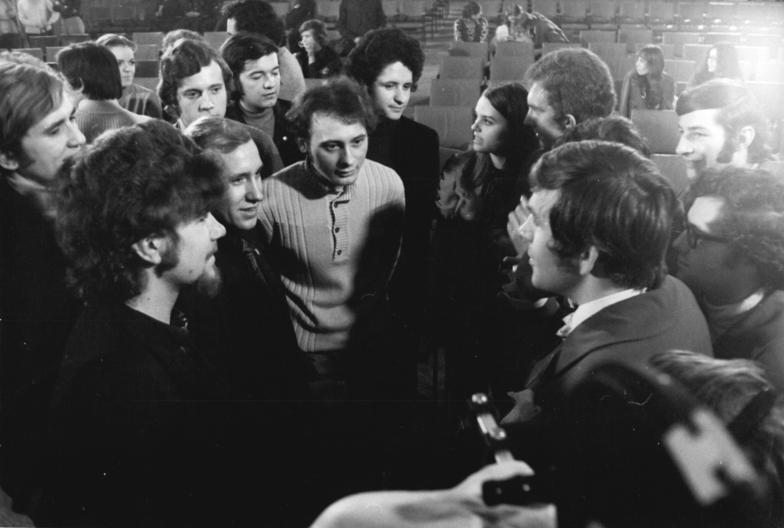
音乐家齐聚第三届政治歌曲节
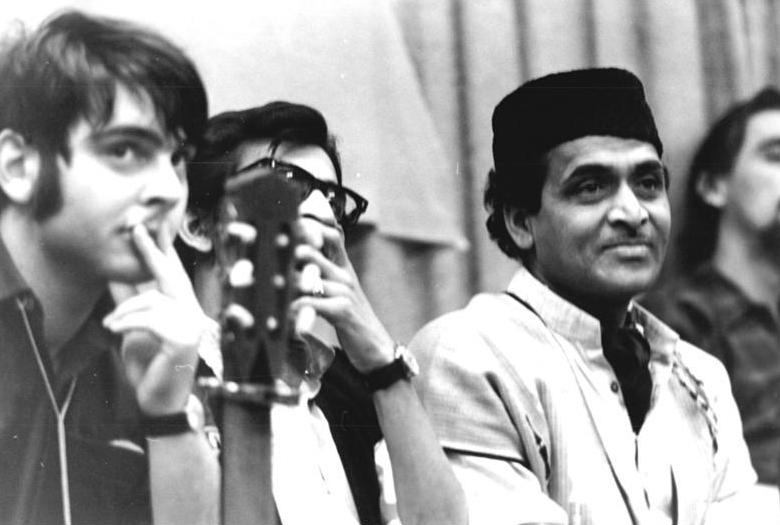
Hartmut König与Bhupen Hazarika在第三届政治歌曲节上
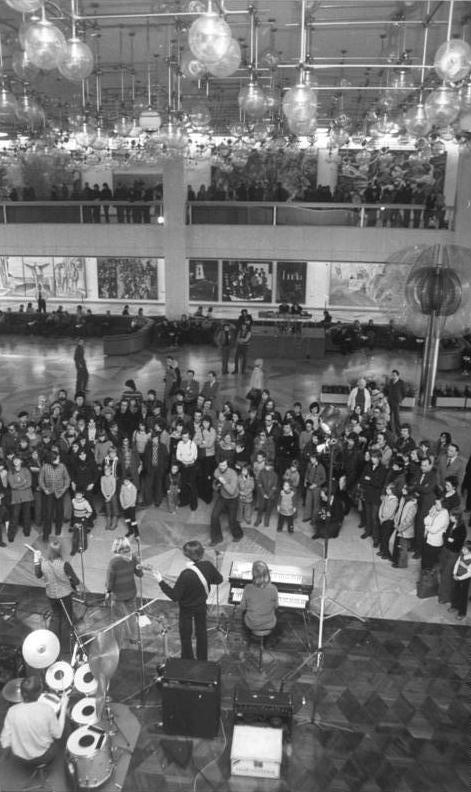
第八届政治歌曲節
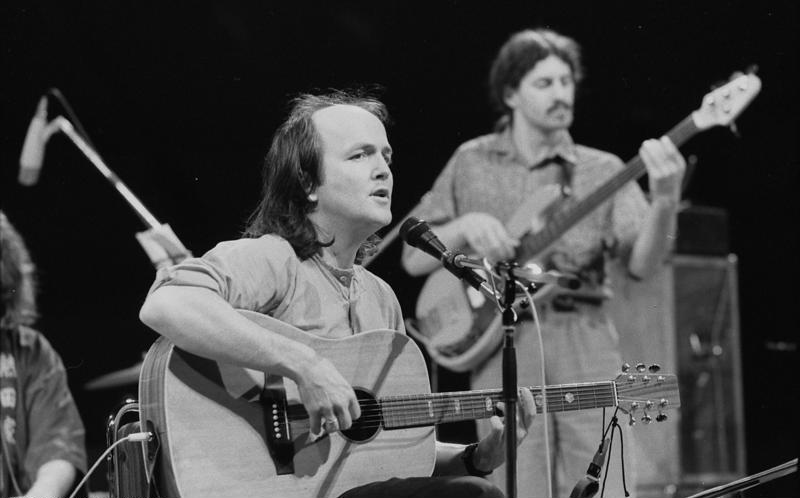
1988年政治歌曲节上的音乐家